# NGC 3126
NGC 3126 (również PGC 29484 lub UGC 5466) – galaktyka spiralna (Sb), znajdująca się w gwiazdozbiorze Małego Lwa. Odkrył ją Heinrich Louis d’Arrest 30 kwietnia 1864 roku. Jest to galaktyka z aktywnym jądrem typu LINER.